# Club de Remo Vila de Cangas
El Club de Remo Vila de Cangas es un club deportivo gallego que ha disputado regatas en todas las categorías y modalidades de banco fijo, bateles, trainerillas y traineras, y también en banco móvil, desde su fundación en 1986. A lo largo de su historia ha conseguido una medalla de oro y otra de plata en el Campeonato de España de Trainerillas, en categoría juvenil, y 21 medallas en los Campeonato de España de Bateles.

## Palmarés
- 1 oro en el Campeonato de España de Trainerillas (1989 - Juvenil).
- 1 plata en el Campeonato de España de Trainerillas (1990 - Juvenil).
- 6 oros en el Campeonato de España de Bateles (1993 - Sénior femenino, 1995 y 2003 - Promesa femenino, 1991 - Cadete, 1988 y 1989 - Infantil).
- 4 platas en el Campeonato de España de Bateles (1997 y 2000 - Sénior femenino, 2002 - Promesa femenino, 1995 - Cadete).
- 11 bronces en el Campeonato de España de Bateles (1995, 1996 y 1998 - Sénior femenino, 1990 y 1997 - Juvenil, 2015 y 2016 - Juvenil femenino, 1994 y 1996 - Promesa femenino, 1999 - Cadete, 1997 - Infantil).